# Polakowka (rejon uczaliński)
Polakowka (ros. Поляковка) – wieś (sieło) w Rosji, w Baszkortostanie, w rejonie uczalińskim. W 2010 liczyła 677 mieszkańców.